# Molophilus (Molophilus) acutissimus
Molophilus (Molophilus) acutissimus is een tweevleugelige uit de familie steltmuggen (Limoniidae). De soort komt voor in het Australaziatisch gebied.